# Валдоста
Валдоста (англ. Valdosta) — город в США на юге штата Джорджия. Основан 7 декабря 1860 года. Носит прозвище «Город Азалий», в марте проводится ежегодный фестиваль Азалий.

## География
Город расположен в прибрежной равнинной территории штата Джорджия. Ландшафт города плоский. Валдоста находится на расстоянии 388 км к югу от города Атланты, столицы штата Джорджия
Согласно Бюро переписи США, общая площадь города составляет 78.4 км ², включая 77.5 км ² земли и 0.9 км ²  водной поверхности. Общая территория покрытая водными объектами составляет 1.09 %.